# Ольсгаузен, Роберт фон
Роберт Михаэль фон Ольсгаузен (3 июля 1835, Киль — 1 февраля 1915, Берлин) — германский медик, гинеколог и акушер.

## Биография
Роберт Михаэль фон Ольсгаузен родился в семье востоковеда. В 1853 году окончил гимназию в родном городе, затем изучал медицину в университетах Киля и Кёнигсберга. В 1857 году получил в Кёнигсберге степень доктора медицины, был ассистентом Э. А. Мартина при университетской гинекологической клинике. В 1859 году поступил на работу в гинекологическую клинику при Берлинском университете, в 1861 году перешёл в университет Галле, в том же году габилитировался в этом же заведении. В 1862 году был назначен в Галле экстраординарным профессором и директором университетской больницы, в 1864 году стал ординарным профессором. В 1880 и 1881 годах был ректором университета. В 1886 году отклонил предложение перейти в Лейпцигский университет, но в 1887 году согласился перейти в Берлинский университет, где работал до конца жизни. В 1910 году к 100-летию университета и за свои научные заслуги был возведён в прусское дворянство.
Был одним из крупнейших гинекологов своего времени, в первую очередь в области оперативной гинекологии; усовершенствовал технику овариотомии и экстирпации Uterus’a; первым прибег к выскабливанию слизистой оболочки матки во время её заболевания. Кроме многочисленных статей в периодических медицинских изданиях, написал: «Die Krankheiten der Ovarien» (в «Handbuch der Frauenkrankheiten», Бильрота, Штутгарт, 1877; 2-е издание — 1885), «Klinische Beiträge zur Gynäkologie und Geburtshilfe» (там же, 1884); издал с Вайтом (Veit) «Lehrbuch der Geburtshilfe» К. Шредера (Бонн, 1888 и далее). Состоял главным редактором издания «Zeitschrift für Geburtshilfe und Gynäkologie».